# A Colonial Belle
A Colonial Belle er en amerikansk stumfilm fra 1910.

## Medvirkende
- Gene Gauntier
- James Vincent
- Ralph B. Mitchell
- Robert G. Vignola
- George Melford